# Боголеп Чернојарски
Боголеп Чернојарски (рођ. Борис Јаковлевич Ушаков; 2. мај 1647 - 1. август 1654) - схимонах, светац Руске православне цркве, поштован као светитељ.
Помиње се 24. јула у другу недељу по Духовима (Сабор Свих Светих у руској земљи).

## Биографија
Рођен у Москви у породици бојара Јакова Лукича Ушакова и Екатерине Васиљеве. На крштењу је добио име Борис у част верног кнеза Бориса Владимировича. Његов отац је постављен за гувернера Црног Јара 1651. године. Житије говори да је дете од малена било веома побожно: као беба постило је средом и петком, плакало на звук звона, наговестивши да ће га носити у цркву.
Борис је био веома болестан: са 7 година добио је чир на нози, који је убрзо нестао, али је почела нова болест, названа „чечуј“ (чир на лицу). Једног дана угледа лутајућег монаха и задиви се његовом одежди. Борис је замолио родитеље да га пострижу у схиму, рекавши да ће се после овога опоравити. Родитељи су се сложили и Борис је пострижен у схиму са именом Боголеп. Наредног дана после монашења оздравио је, а дан касније се разболео од „ватре“ (грознице) и умро. У различитим верзијама живота, година Боголепове смрти варира - 1. августа 1654. или 1659. (први датум се сматра прикладнијим за житије). Боголеп је сахрањен поред цркве у част Васкрсења Господњег, а касније је над његовим гробом подигнута капела.

## Историја поштовања Боголепа Чернојарског
Поштовање Боголепа појавило се убрзо након његове смрти. Дан његовог сећања наведен је у календару Каидаловског (крај 17. века) и у „Опису руских светаца“ (познатом са спискова с краја 17.-18. века). Био је заслужан за спас Црног Јара од трупа Степана Разина, од кубанских Татара (1689, 1711) и од пошасти 1717. Прву икону свете омладине насликао је 1695. године иконописац Јован, свештеник астраханске цркве Рођења Богородице, који је, према легенди, накнадно излечен од очне болести.
Постојећу помесну канонизацију Боголепа потврдио је Помесни сабор Руске православне цркве (1917-1918), који је његово име уврстио у Сабор свих светих који су заблистали у руској земљи.